# Lodewijk VI van Hessen-Darmstadt
Lodewijk VI van Hessen-Darmstadt (Darmstadt, 25 januari 1630 – aldaar, 24 april 1678) was van 1661 tot aan zijn dood landgraaf van Hessen-Darmstadt. Hij behoorde tot het huis Hessen-Darmstadt.

## Levensloop
Lodewijk VI was de oudste zoon van landgraaf George II van Hessen-Darmstadt en Sophia Eleonora van Saksen, dochter van keurvorst Johan George I van Saksen. In 1661 volgde hij zijn vader op als landgraaf van Hessen-Darmstadt.
In 1661 werd hij door hertog Willem van Saksen-Weimar aangesteld tot lid van het Vruchtdragende Gezelschap. Als gezelschapsnaam kreeg hij de Onverschrokkene met als motto tegen hitte en koude.
Lodewijk VI riep de theoloog en piëtist Johann Winckler als priester naar Homburg en benoemde Wolfgang Carl Briegel tot hofkapelmeester. Door de aankoop van de bibliotheek van Johann Michael Moscherosch stichtte hij ook feitelijk de slot- en hofbibliotheek van Darmstadt. Na de dood van zijn eerste echtgenote schreef hij tevens talrijke gedichten. 
In 1662 verwierf hij definitief de heerlijkheid Eberstadt met de burcht Frankenstein. Hetzelfde jaar begon hij met de bouw van de klokkentoren van het Slot van Darmstadt. In april 1678 stierf Lodewijk VI op 48-jarige leeftijd.

## Huwelijk en nakomelingen
Op 24 november 1650 huwde hij met zijn eerste echtgenote Maria Elisabeth (1634-1665), dochter van hertog Frederik III van Sleeswijk-Holstein-Gottorp. Ze kregen acht kinderen:
- Magdalena Sibylla (1652-1712), huwde in 1673 met hertog Willem Lodewijk van Württemberg
- Sophia Eleonora (1653-1653)
- George (1654-1655)
- Maria Elisabeth (1656-1715), huwde in 1676 met hertog Hendrik van Saksen-Römhild
- Augusta Magdalena (1657-1674)
- Lodewijk VII (1658-1678), landgraaf van Hessen-Darmstadt
- Frederik (1659-1676)
- Sophia Maria (1661-1712), huwde in 1681 met hertog Christiaan van Saksen-Eisenberg

Op 5 december 1666 huwde Lodewijk VI met zijn tweede echtgenote Elisabeth Dorothea (1640-1709), dochter van hertog Ernst I van Saksen-Gotha-Altenburg. Ze kregen acht kinderen:
- Ernst Lodewijk (1667-1739), landgraaf van Hessen-Darmstadt
- George (1669-1705), keizerlijk veldmaarschalk en onderkoning van Catalonië
- Sophia Louise (1670-1758), huwde in 1688 met vorst Albrecht Ernst II van Oettingen-Oettingen
- Filips (1671-1736), keizerlijk veldmaarschalk en gouverneur van Mantua
- Johan (1672-1673)
- Hendrik (1674-1741), keizerlijk officier
- Elisabeth Dorothea (1676-1721), huwde in 1700 met landgraaf Frederik III van Hessen-Homburg
- Frederik (1677-1708), kanunnik in Keulen en Breslau en Russisch veldmaarschalk